# Place Henri-Langlois
La place Henri-Langlois est une voie située dans le quartier de la Maison-Blanche du 13e arrondissement de Paris, en France.

## Origine du nom
Elle porte le nom du fondateur et directeur de la Cinémathèque française, Henri Langlois (1914-1977), en raison de la présence du cinéma Grand Écran Italie (fermé au milieu des années 2000) qui fut le plus grand de la ville durant des années.

## Historique
L'espace situé devant le centre commercial, sur la place d'Italie, reçoit un toponyme le 18 juillet 1995.

## Bâtiments remarquables et lieux de mémoire
- La place constitue le parvis du centre commercial Italie 2.